# Tosterö landskommun
Tosterö landskommun var en tidigare kommun i Södermanlands län.

## Administrativ historik
Tosterö landskommun var det namn som Aspö landskommun fick den 1 januari 1952 enligt beslut den 9 december 1949. Enligt beslut den 24 mars 1949 hade Strängnäs landskommun delats upp mellan Strängnäs stad (750 invånare och 37,40 km², varav 37,28 km² land) och Aspö landskommun (Tosterödelen, 561 invånare och 17,94 km², varav 17,93 km² land).
I samband med att namnbytet trädde i kraft överfördes enligt beslut den 16 mars 1951 delar från två andra landskommuner som hade områden på Tosterön: Från Vansö överfördes ett område omfattande en areal av 4,09 km², varav allt land, och med 129 invånare (enligt den 31 december 1950). Från Fogdö överfördes ett område omfattande en areal av 7,78 km², varav allt land, och med 49 invånare (enligt den 31 december 1950). Dessa två områden överfördes i kyrkligt hänseende till Aspö församling och i avseende på fastighetsredovisningen till Aspö socken.
I avseende på fastighetsredovisningen tillhörde hela Tosterö landskommun Aspö socken.
Kommunen upphörde 1 januari 1971 då området i sin helhet fördes till Strängnäs kommun.
Kommunkoden var 0415.

### Kyrklig tillhörighet
I kyrkligt hänseende tillhörde landskommunen församlingarna Aspö och Strängnäs landsförsamling. 1 januari 1966 uppgick Strängnäs landsförsamling i Strängnäs domkyrkoförsamling, som därmed var delad mellan Tosterö landskommun och Strängnäs stad.

## Geografi
Tosterö landskommun omfattade den 1 januari 1952 en areal av 74,44 km², varav 74,41 km² land. Efter nymätningar och arealberäkningar färdiga den 1 januari 1961 omfattade landskommunen samma datum en areal av 76,97 km², varav 76,96 km² land.
I Tosterö landskommun fanns tätorten Sundby, som hade 570 invånare den 1 november 1960. Tätortsgraden i kommunen var då 43,4 procent. Tätorten Sundby ändrade namn till Abborrberget efter att Tosterö landskommun upplösts.

## Politik

### Mandatfördelning i valen 1950-1966
| 12 | 8 |

| 16 | 4 |

| 11 | 3 | 3 | 3 |

| 16 | 4 |

| 9 | 4 | 3 | 4 |

| 16 | 4 |

| 10 | 3 | 3 | 4 |

| 16 | 4 |

| 9 | 4 | 3 | 4 |

| 16 | 4 |